# Stéphane Borel
Pour les articles homonymes, voir Borel.
Pas d'image ? Cliquez ici

a Compétitions nationales et continentales officielles uniquement.

Stéphane Borel, né le 21 janvier 1976, est un joueur français de rugby à XV qui évolue au poste de demi de mêlée.

## Biographie
En 2007, il remporte la finale de Fédérale 1 avec le Stade aurillacois.

## Palmarès
- Vainqueur du Championnat de France espoirs en 2001 avec l'AS Montferrand.
- Finaliste du Championnat de France de 2e division en 2005 avec le Stade aurillacois
- Vainqueur de la Fédérale 1 en 2007 avec le Stade aurillacois.